# Ficus patellata
Ficus patellata är en mullbärsväxtart som beskrevs av Edred John Henry Corner. Ficus patellata ingår i släktet fikonsläktet, och familjen mullbärsväxter. Inga underarter finns listade i Catalogue of Life.